# Parafia św. Jana Chrzciciela w Rembertowie
Parafia pw. Świętego Jana Chrzciciela w Rembertowie – parafia rzymskokatolicka należąca do dekanatu tarczyńskiego, archidiecezji warszawskiej, metropolii warszawskiej Kościoła katolickiego. Siedziba parafii mieści się w Rembertowie, w gminie Tarczyn, w powiecie piaseczyńskim, w województwie mazowieckim, w Polsce.